# Theobald von Oer

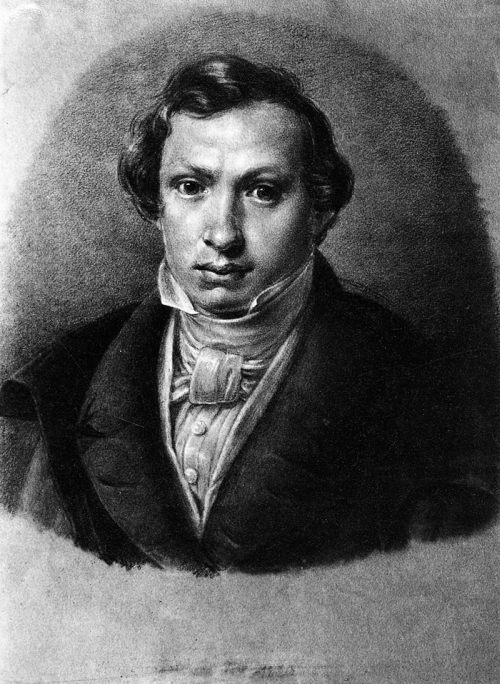
Christian Friedrich Gille: Bildnis des Malers Theobald von Oer (1807–1885), Kohlezeichnung 1830

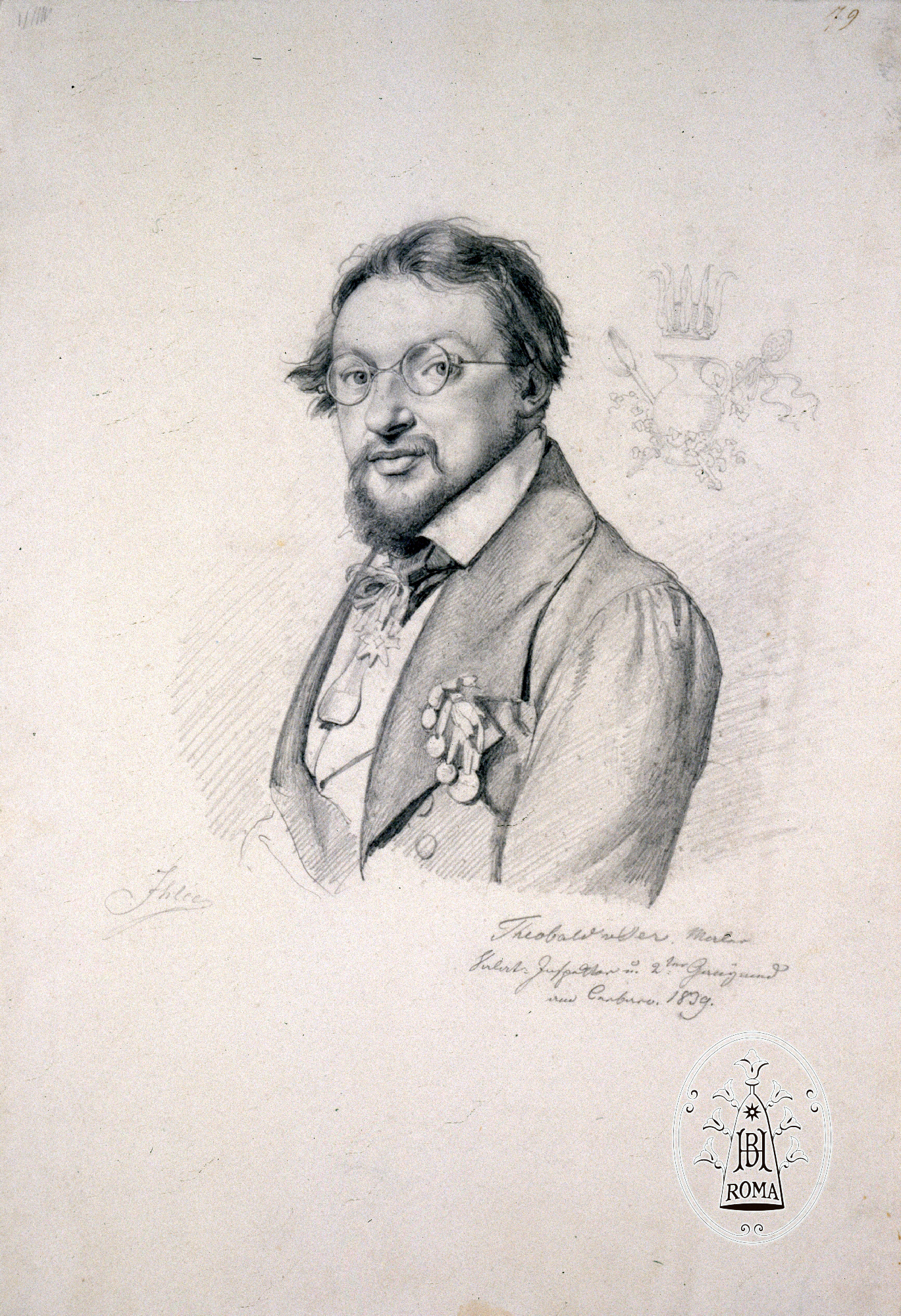
Theobald Reinhold Freiherr von Oer als „Salat-Inspektor“, gezeichnet von Eduard Ihlée, Rom 1839

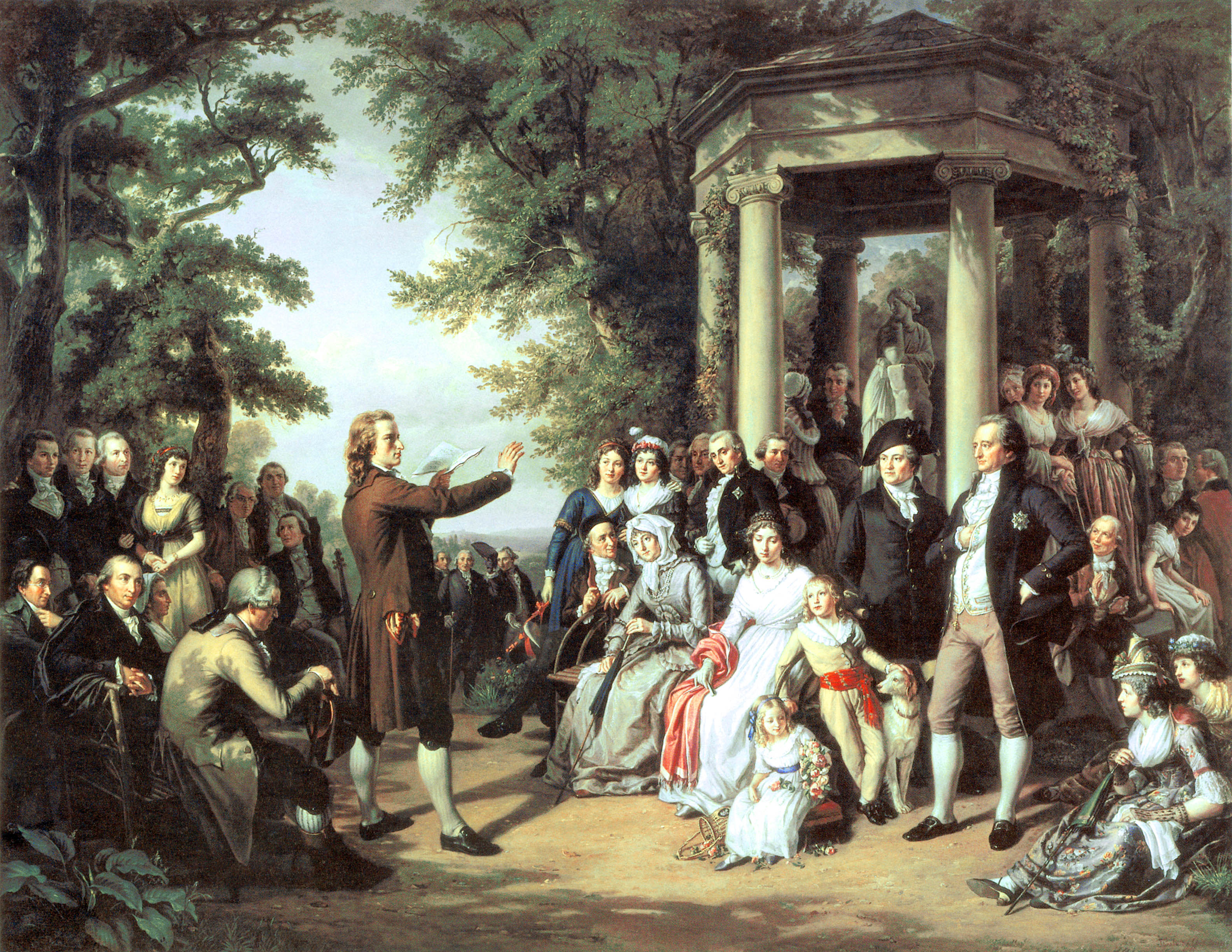
Der Weimarer Musenhof – Schiller in Tiefurt dem Hof vorlesend. Ölgemälde, 1860.
Friedrich Schiller deklamiert im Tiefurter Park. Unter den Zuhörern zweite Person ganz links (sitzend mit Blick zu Schiller) Herder, in der Bildmitte (sitzend mit Kappe) Wieland und rechts (stehend) Goethe.

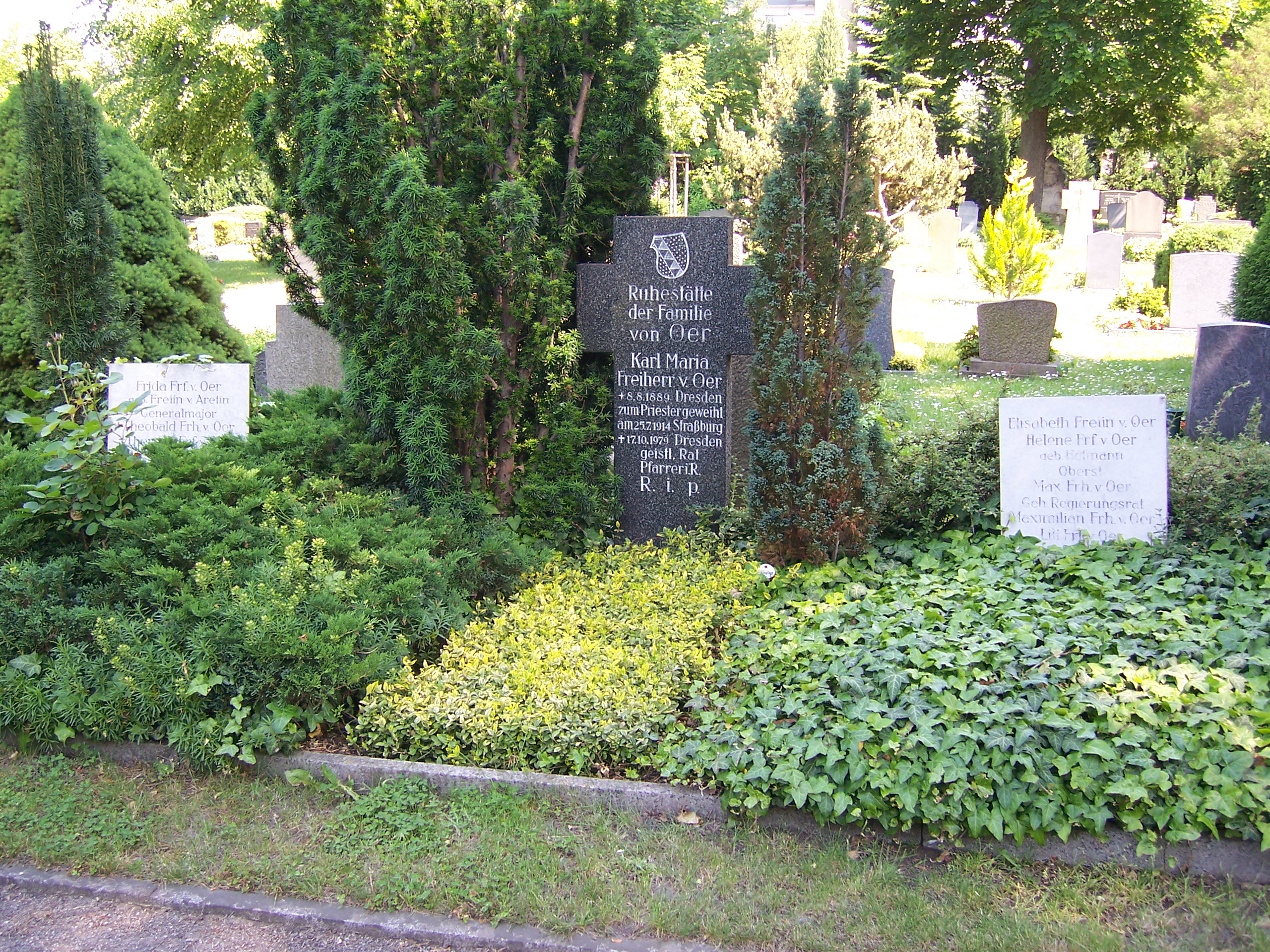
Grab Theobald von Oers auf dem Alten Katholischen Friedhof in Dresden

Theobald Reinhold Anton Freiherr von Oer (* 9. Oktober 1807 auf Haus Nottbeck bei Stromberg; † 30. Januar 1885 in Coswig) war ein deutscher Kunstmaler, Illustrator und Radierer. Er wurde besonders durch seine Porträt-, Genre- und Historiengemälde bekannt.

## Leben
Theobald von Oer war der Sohn des westfälischen Landrats Clemens von Oer. Sein Bruder Maximilian Freiherr von Oer wurde Schriftsteller. Bereits in seiner Kindheit malte und zeichnete er gern und talentiert. Im Alter von zwölf Jahren erkrankte er an Scharlach und verlor dadurch sein Gehör sowie teilweise auch die Sprache. Als 19-Jähriger begann er ein Studium an der Königlichen Kunstakademie Dresden (heute Hochschule für Bildende Künste Dresden). Er wurde dort rasch Meisterschüler und wechselte zu weiteren Studien an die Kunstakademie Düsseldorf. In den Jahren 1832 bis 1836 war er dort Schüler von Theodor Hildebrandt und von Wilhelm Schadow, Gründern der Düsseldorfer Malerschule. Ab 1832 stellte er in Düsseldorf aus.
Vom 20. März 1837 bis zum 11. Juni 1839 weilte Oer in Rom, wo er an den „Cervarofesten“ der Ponte-Molle-Gesellschaft teilnahm, 1839 mit dem scherzhaften Titel „Salat-Inspektor“.
Ab 1839 lebte Oer in Dresden. Am 12. Oktober 1840 heiratete er die gebürtige Dresdnerin Marie Schumann (1816–1878), Tochter des Präsidenten des Oberappellationsgerichts Ernst Schumann; aus der Ehe gingen mehrere Kinder hervor, so Anna Maria von Oer, die ebenfalls eine Malerin wurde.
Theobald von Oer wurde Ehrenmitglied der königlich sächsischen Akademie der bildenden Künste und zum großherzoglich sächsischen Professor ernannt. Er verstarb 1885 und fand seine letzte Ruhestätte auf dem Alten Katholischen Friedhof in Dresden.

## Werk
Sein Schwerpunkt war die Historienmalerei. Wichtigen Einfluss auf seinen Stil dankte er seiner Italienreise.
1860 schuf er das Gemälde Der Weimarer Musenhof. Es zeigt den Dramatiker Friedrich Schiller im Kreise einer Gesellschaft im Park von Schloss Tiefurt. Als Leihgabe der Staatlichen Museen zu Berlin hängt es heute im Amtszimmer des deutschen Bundespräsidenten in Schloss Bellevue.
Eines der bekanntesten Auftragswerke von Oers ist Die Fürstin Gallitzin im Kreis ihrer Freunde aus dem Jahr 1864. Das Bild zeigt die Fürstin mit ihren Freunden der „Familia Sacra“ vor ihrem Haus in Angelmodde bei Münster (zu den auf dem Gemälde abgebildeten Personen siehe im Einzelnen den Artikel über die Fürstin). Das Bild, das sich heute im Besitz des Bistums Münster befindet, entstand erst 64 Jahre nach der historischen Begegnung. Der Berliner Künstler Paul Dröhmer fertigte nach diesem Gemälde eine größere Anzahl Kupferstiche.
1874 bildete er den Archäologen Johann Joachim Winckelmann in der Bibliothek von Schloss Nöthnitz in einem fiktiven Kreis von Gelehrten ab. Weite Verbreitung fand der Zyklus Aus Schiller’s Leben (6 Postkarten im Kunstverlag F. A. Ackermann, München).